# بهمن امیری‌مقدم
بهمن امیری‌مقدم (زادهٔ ۱۳۴۱ در کرمانشاه) سرتیپ دوم پاسدار فرماندهی انتظامی جمهوری اسلامی ایران است، که به‌ عنوان مدیرکل دفتر امور مرزی و مرزنشینان وزارت کشور فعالیت می‌ کرد.
وی فعالیت نظامی را در خلال جنگ ایران و عراق در سپاه پاسداران انقلاب اسلامی آغاز کرد. امیری‌مقدم از ۱۳۸۶ تا ۱۳۹۰ فرمانده انتظامی استان گیلان بود، در فاصله سال‌های ۱۳۹۰ تا ۱۳۹۶ فرماندهی انتظامی استان خراسان رضوی را برعهده داشت و از ۱۳۹۶ تا ۱۴۰۰ به‌عنوان جانشین معاون عملیات ناجا فعالیت می‌کرد.
او در ابتدای فعالیت دولت سیزدهم، در سال ۱۴۰۰ برای مدتی مدیرکل امور اتباع و مهاجرین خارجی وزارت کشور بود و از ۱۴۰۰ تا ۱۴۰۱ استانداری کرمانشاه را برعهده داشت.

## سوابق
امیری‌مقدم رئیس ستاد سپاه کرمانشاه در دوران جنگ ایران و عراق، جانشین ستاد مهندسی کل سپاه، فرماندهی انتظامی استان‌های گیلان و خراسان رضوی و مدیر کل اتباع خارجی وزارت کشور را در کارنامه دارد. عملکرد ایشان در کمتر از یک سال ضعیف دانسته‌شد و برکنار شد. از اقدامات وی می‌توان به بازپس گرفتن موقوفات استانداری از ادارهٔ اوقاف استان کرمانشاه اشاره کرد.

## استانداری کرمانشاه
امیری مقدم در دولت سیزدهم برای مدتی استاندار کرمانشاه بوده است. امیری‌مقدم پس از کسب رأی اعتماد هیئت وزیران در ۱۵ دی ۱۴۰۰ به عنوان استاندار استان کرمانشاه منصوب شد و تا ۳۰ آذر ۱۴۰۱ در این سمت باقی ماند.

## اظهارنظرهای جنجالی
بهمن امیری مقدم در زمان تصدی استانداری کرمانشاه در تیرماه ۱۴۰۱ در اظهار نظری عجیب دربارۀ گروه ۱+۵ گفته‌بود که در مذاکرات هسته‌ای در یک طرف ایران و در طرف دیگر ۵ قدرت جهانی قرار دارند و این عزت ایران را در سطح جهانی نشان می‌دهد. این در حالیست که منظور از ۵ در این ترکیب ۵ عضو دائمی شورای امنیت سازمان ملل متحد یعنی آمریکا، فرانسه،‌ انگلیس، چین و روسیه است که دارای حق وتو هستند و منظور از ۱ نیز کشور آلمان است که از حق وتو در سازمان ملل برخوردار نیست. این اظهار نظر با انتقادات وسیعی همراه شد و استاندار کرمانشاه به دلیل ناآگاهی‌اش از پروندۀ هسته‌ای و بی‌اطلاعی از ترکیب مذاکرات مورد انتقاد قرار گرفت. به دنبال این انتقادات، کانال تلگرامی «اخبار استانداری کرمانشاه» ویدئوی کوتاهی را از امیری‌مقدم منتشر کرد که در آن انتقادها به سخنان خود را «شیطنت رسانه‌ای» نامید و ویدئوی اول را دست‌کاری‌شده دانست و ادعا کرد که معنای صحیح ۱+۴ را می‌دانسته و منظورش چیز دیگری بوده‌است. با این وجود این توضیحات نیز مورد انتقاد قرار گرفت و برخی آن را نشانۀ بی‌سوادی سیاسی استاندار دانسته و حتی خواستار استعفای وی شدند.